# St. Bartholomäus (Meckel)

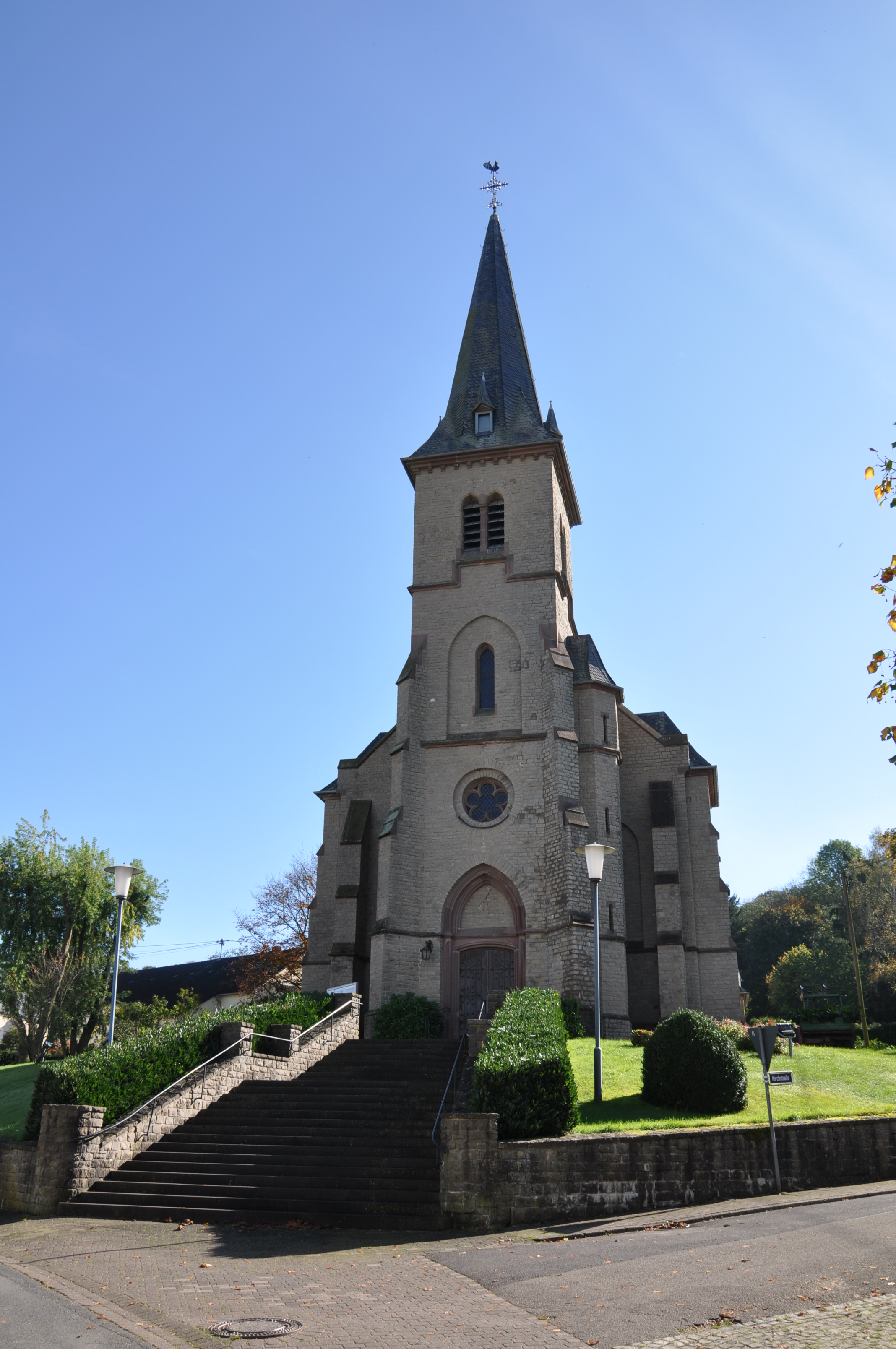
St. Bartholomäus in Meckel

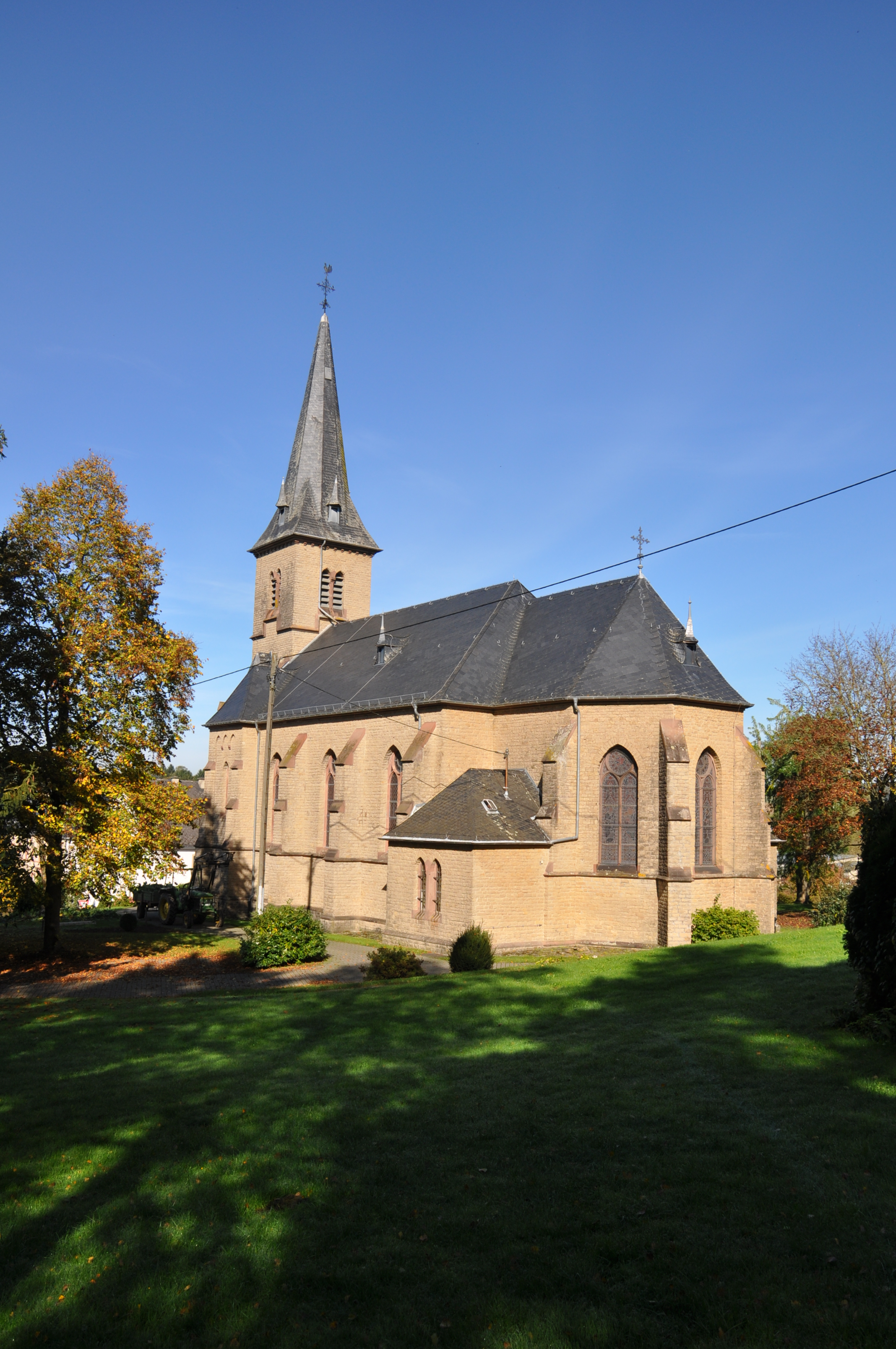
Choransicht

St. Bartholomäus ist die römisch-katholische Pfarrkirche von Meckel  im Eifelkreis Bitburg-Prüm in Rheinland-Pfalz.
Das Bauwerk ist dem hl. Bartholomäus geweiht und als Baudenkmal in die Liste der Kulturdenkmäler in Meckel eingetragen.

## Lage
Das Kirchengebäude befindet sich im Ortskern von Meckel auf einer erhöhten Position an der Ecke Kirchstraße / Hauptstraße (K 22) und wird von einer Grünanlage umgeben.

## Geschichte
Eine Kirche in Meckel wurde erstmals um das Jahr 800 in einer Schenkungsurkunde an die Reichsabtei Echternach schriftlich erwähnt. Dieses Gotteshaus wurde im 12. und 15. Jahrhundert durch die heutige Alte Pfarrkirche ersetzt. Vermutlich schon damals war Meckel bereits eigenständige Pfarrei.
Ende des 19. Jahrhunderts wurde die Alte Kirche für die angewachsene Bevölkerungszahl zu klein und man beschloss an anderer Stelle einen Neubau zu errichten. Nach Plänen des Trierer Diözesanbaumeisters Reinhold Wirtz wurde zwischen 1896 und 1898 die neue Pfarrkirche verwirklicht. Kurz nach Vollendung der Pfarrkirche starb Reinhold Wirtz. So ist die Meckeler Pfarrkirche das letzte Kirchengebäude, welches Wirtz umsetzen konnte. Die Alte Pfarrkirche wird seit dem Bau der neuen Pfarrkirche als Friedhofskapelle genutzt.

## Baubeschreibung
St. Bartholomäus ist eine einschiffige und vierjochige Saalkirche in Formen der Neugotik mit einem vorgebauten und viergeschossigen Glockenturm auf quadratischem Grundriss und einem einjochigen und dreiseitig geschlossenem Chor. Das Gebäude wurde aus Kalksteinquadern erbaut. Der Innenraum wird von Kreuzrippengewölben überwölbt und die Fenster besitzen zweibahniges Maßwerk.

## Ausstattung
Im Innenraum hat sich die komplette neugotische Ausstattung aus der Erbauungszeit erhalten. Besonders zu erwähnen sind hiervon der  Hochaltar, welcher als Flügelaltar ausgeführt wurde, sowie die hölzerne Kanzel. Aus der Alten Pfarrkirche wurde eine spätgotische Sakramentsnische übernommen.
Weiterhin besitzt die Kirche eine ornamentale Ausmalung, ebenfalls noch aus der Erbauungszeit erhalten. Sie wurde zwischenzeitlich übertüncht, aber 1985 und 1986 wieder vollständig freigelegt und teilweise ergänzt.